# Rudolf von Bitter der Ältere

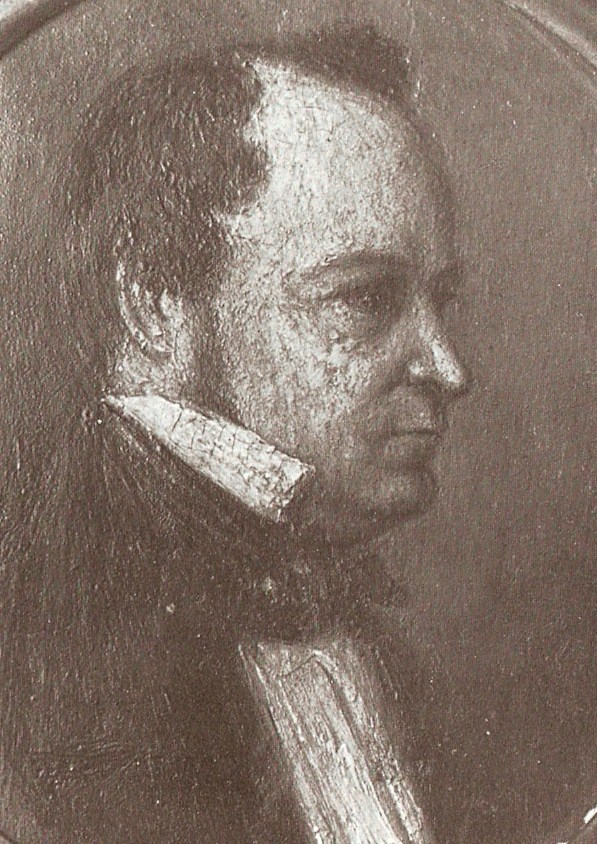
Rudolf (von) Bitter

Hans Rudolf Bitter, ab 1880 von Bitter (* 8. Oktober 1811 in Schwedt/Oder; † 20. Mai 1880 in Berlin) war ein preußischer Finanzbeamter und Präsident der königlich-preußischen Seehandlung.

## Leben
Er war der Sohn des preußischen Finanzbeamten in Schwedt (Oder) Ferdinand Bitter, der schon bald nach der Geburt seines nächsten Sohnes Karl Hermann Bitter (1813–1885) um 1814/15 als preußischer Oberfinanzrat nach Berlin berufen wurde.
Während seines Studiums in Bonn wurde Bitter Mitglied des dortigen Corps Borussia.
Von 1834 bis 1845 war Bitter bei der Regierung der Provinz Posen tätig. Im Jahr 1845 wurde er als Regierungsrat nach Merseburg, in den Jahren 1847–1848 nach Köln versetzt. 1848 wurde er als Geheimer Finanzrat ans Finanzministerium berufen mit Beförderung im Jahr 1855 zum Geheimen Oberfinanzrat und 1861 zum Wirklichen Geheimen Oberfinanzrat sowie zum Direktor der Zentraldirektion zur Regelung der Grundsteuer und 1866 schließlich zum Ministerialdirigenten im Finanzministerium ernannt.
Im Jahr 1869 wurde er als Unterstaatssekretär ins Ministerium des Inneren berufen. 1871 wurde er zum Bevollmächtigten im Bundesrat ernannt. Im Jahr 1872 wurde er Mitglied des preußischen Herrenhauses, 1873 schließlich Präsident der königlichen Seehandlung. 1874 wurde er zum Wirklichen Geheimen Rat mit der Anrede „Exzellenz“ und am 5. März 1880 in Berlin – nur zwei Monate vor seinem Tod – mit seinen Nachkommen in den erblichen preußischen Adelsstand erhoben.
Bitter heiratete am 22. November 1838 in Berlin Anna Nauen (* 12. Juni 1819 in Berlin; † 21. April 1885 ebenda), die Tochter des Kattunfabrikanten Otto Nauen und der Elisabeth (Betty) Michaelis. Aus dieser Ehe stammen als Söhne der preußische Verwaltungsgerichtsdirektor Hans von Bitter (1840–1899), der preußische Kronsyndikus Rudolf von Bitter d. J. und der preußische Generalleutnant Maximilian von Bitter (1856–1927).
Im Januar 1880 erlitt er einen Schlaganfall, von dem er sich nicht mehr erholte. Nach achttägigem Krankenlager aufgrund eines Herzleidens starb Rudolf von Bitter der Ältere am 20. Mai 1880 im Alter von 68 Jahren in Berlin. Die Beisetzung erfolgte auf dem Dorotheenstädtischen Friedhof an der Chausseestraße. Das Grab ist nicht erhalten.